# Ievgueni Brago
Ievgueni Brago (rus: Евгений Николаевич Браго)  (Moscou, 1 de març de 1929 - 13 de maig de 2024) va ser un remer rus que va competir sota bandera soviètica durant la dècada del 1950. Posteriorment destacà com a científic, després de llicenciar-se a l'Institut d'Enginyeria de l'Energia de Moscou el 1953.
El 1952 va prendre part en els Jocs Olímpics d'Estiu de Hèlsinki, on guanyà la medalla de plata en la prova del vuit amb timoner del programa de rem.
En el seu palmarès també destaquen tres medalles d'or al Campionat d'Europa de rem en la prova del vuit amb timoner, el 1953, 1954 i 1955. També guanyà cinc campionats soviètics, un el quatre amb timoner (1951) i quatre en el vuit amb timoner (1952-1954 i 1956).